# Rattus
Rattus is een geslacht van de knaagdieren uit de familie Muridae dat de "echte" ratten omvat. Het geslacht is inheems in grote delen van Azië, Nieuw-Guinea en Australië. Enkele soorten zijn door de mens elders geïntroduceerd en hebben grote gebieden gekoloniseerd. Van deze soorten zijn de zwarte rat (Rattus rattus), de bruine rat (Rattus norvegicus), de Aziatische zwarte rat (Rattus tanezumi), de Polynesische rat (Rattus exulans), Rattus argentiventer en Rattus nitidus de belangrijkste. Verscheidene soorten gelden als zeer schadelijk voor de mens, waarvan de zwarte rat, als verspreider van de pest, de bekendste is. 

## Classificatie
De oudste fossielen van dit geslacht stammen uit het Laat-Plioceen van Thailand (Rattus jaegeri). Daarnaast zijn er drie fossiele soorten uit het Pleistoceen: Rattus casimcensis en Rattus dobrogicus uit Roemenië en Rattus trinilensis uit Java. In Australië zijn fossielen bekend sinds het Pleistoceen, maar deze zijn niet tot op soortniveau geïdentificeerd.
Het geslacht Rattus is lang in gebruik geweest als een "prullenmand" voor Murinae die nergens anders terechtkonden. Op het hoogtepunt, rond 1950, omvatte het in totaal zo'n 400 soorten, meer dan welk ander zoogdiergeslacht ook. Nu zijn er daar nog zo'n 60 van over, en sommige zullen nog naar een ander geslacht verplaatst worden. De belangrijkste afgesplitste geslachten zijn Lenothrix, Sundamys, Kadarsanomys, Diplothrix, Margaretamys, Lenomys, Komodomys, Madromys, Nesoromys, Bunomys, Taeromys, Paruromys, Abditomys, Tryphomys, Limnomys, Tarsomys, Bullimus, Apomys, Millardia, Srilankamys, Niviventer, Maxomys, Leopoldamys, Berylmys, Mastomys, Myomyscus, Praomys, Hylomyscus, Heimyscus, Stochomys, Dephomys en Aethomys.
Ondanks de afsplitsing van honderden soorten is de monofylie van Rattus nog steeds twijfelachtig. De R. xanthurus-groep uit Celebes is waarschijnlijk een apart geslacht, verwant aan de Australische/Nieuw-Guineese vormen, waarvoor de namen Stenomys Thomas, 1910 en Geromys Sody, 1941 gebruikt kunnen worden. R. timorensis is mogelijk een soort van Komodomys. Daarnaast is er nog een aantal soorten waarvan de verwantschap onzeker is, waaronder de Polynesische rat (R. exulans). De grootste groep omvat de verwanten van de zwarte rat (R. rattus).

## Soorten
Dit geslacht omvat de volgende soorten:
- Rattus enganus – Engganorat
- Rattus everetti
- Rattus exulans – Polynesische rat
- Rattus feileri
- Rattus hainaldi
- Rattus hoogerwerfi
- Rattus korinchi
- Rattus macleari
- Rattus montanus – Nillubergrat
- Rattus morotaiensis
- Rattus nativitatis
- Rattus ranjiniae
- Rattus sanila
- Rattus stoicus
- Rattus taliabuensis
- Rattus timorensis
- R. norvegicus-groep
  - Rattus nitidus
  - Rattus norvegicus – Bruine rat
  - Rattus pyctoris
- R. rattus-groep
  - Rattus adustus
  - Rattus andamanensis
  - Rattus argentiventer
  - Rattus baluensis
  - Rattus blangorum
  - Rattus burrus
  - Rattus hoffmanni
  - Rattus koopmani
  - Rattus losea
  - Rattus lugens
  - Rattus mindorensis
  - Rattus mollicomulus
  - Rattus osgoodi
  - Rattus palmarum
  - Rattus rattus – Zwarte rat
  - Rattus sakeratensis
  - Rattus satarae
  - Rattus simalurensis
  - Rattus tanezumi – Aziatische zwarte rat
  - Rattus tawitawiensis
  - Rattus tiomanicus
- R. xanthurus-groep
  - Rattus bontanus
  - Rattus facetus
  - Rattus marmosurus
  - Rattus pelurus
  - Rattus salocco
  - Rattus xanthurus
- R. leucopus-groep (Nieuw-Guineese groep)
  - Rattus arfakiensis
  - Rattus arrogans
  - Rattus ceramicus
  - Rattus detentus
  - Rattus elaphinus
  - Rattus feliceus
  - Rattus giluwensis
  - Rattus halmaheraensis
  - Rattus jobiensis
  - Rattus leucopus
  - Rattus mordax
  - Rattus nikenii
  - Rattus niobe
  - Rattus novaeguineae
  - Rattus ombirah
  - Rattus omichlodes
  - Rattus pococki
  - Rattus praetor
  - Rattus richardsoni
  - Rattus steini
  - Rattus vandeuseni
  - Rattus verecundus
- R. fuscipes-groep (Australische groep)
  - Rattus colletti
  - Rattus fuscipes
  - Rattus lutreolus
  - Rattus sordidus
  - Rattus tunneyi
  - Rattus villosissimus